# Plac Teodora Axentowicza w Krakowie
Plac Teodora Axentowicza (dawniej Plac Kazimierza Wielkiego) – plac w Krakowie w dzielnicy V Krowodrza. Obecna nazwa, upamiętniająca Teodora Axentowicza obowiązuje od 1952 roku. Odchodzą od niego ulice: Kazimierza Wielkiego, Edmunda Biernackiego, Stanisława Wyspiańskiego, Henryka Sienkiewicza i Łobzowska.

## Historia
Plac na terenie włączonej w 1910 roku do Krakowa Nowej Wsi został wytyczony w latach 1910–1914 w ramach zagospodarowania terenów pozostałych po likwidacji bastionu i wału Twierdzy Kraków. W 1926 roku plan zagospodarowania został skorygowany według projektu Zdzisława Mączeńskiego obejmującego m.in. wprowadzenie skweru do wnętrza placu, kompozycyjne podporządkowanie całości widokowi na kościół św. Szczepana w Krakowie, którego fasada zamyka wschodni bok placu. Skwer był terenem trawiastym z aleją spacerową biegnącą  dookoła, otoczony żywopłotem, z grupami drzew w narożnikach.
W późniejszych latach skwer nazwano imieniem Więźniów Obozów Zagłady. W 2005 roku na skwerze został odsłonięty pomnik: Pamięci pomordowanych w hitlerowskich obozach koncentracyjnych i obozach zagłady (granitowy obelisk z inskrypcją). Autorem pomnika jest Mieszko Tylka.

## Współczesność
W latach 2021–2022 skwer znajdujący się na  placu Axentowicza przeszedł rewitalizację. Centralną częścią kompozycji jest trawnik z podświetlonym od dołu starodrzewem. Na alejkach zamontowano duże, półkoliste ławki. Posadzone nowe byliny kwiatowe, rośliny cebulowe i krzewy utworzyły rozległe rabaty. Zainstalowano pierwsze w Krakowie dysze zmgławiające.

Na skwerze 15 października 2022 roku został odsłonięty pomnik Teodora Axentowicza. Rzeźba (popiersie z brązu na cokole) została wykonana przez prof. Karola Badynę według odlewu autorstwa Konstantego Laszczki. Gipsowy odlew zachował się w zbiorach rodzinnych Adama Kieniewicza, wnuka Axentowicza, prezesa Ormiańskiego Towarzystwa Kulturalnego w Krakowie.

W 2023 roku we wschodniej stronie skweru umieszczono pomnik małego Smoka Malarza, który wraz z innymi tego typu rzeźbami wchodzi w skład Smoczego szlaku.

## Zabudowa
W pierzei południowej występuje zwarta zabudowa złożona z 3 i 4-piętrowych kamienic z lat 1924–1938. Pierzeja północna to cztery wille z początków XX wieku. W jednej z nich znajduje się kaplica I Zboru Kościoła Chrześcijan Baptystów w Krakowie.
Przy wschodnim boku placu znajduje się kościół św. Szczepana w Krakowie. 
Obiekty wpisane do gminnej ewidencji zabytków:
- pl. Teodora Axentowicza 3 – willa, projektował Stefan Polański, 1925–1927;
- pl. Teodora Axentowicza 4 – kamienica, pocz. XX wieku. W tym domu, w latach 1959–1983, mieszkała Hanna Malewska, o czym informuje tablica pamiątkowa na elewacji;
- pl. Teodora Axentowicza 5 – willa „Jadwiga”, projektował Samuel Singer, 1923;
- pl. Teodora Axentowicza 6 (ul. Pomorska 11) – kamienica, projektował Jan Rzymkowski, 1924;
- pl. Teodora Axentowicza 7 (ul. Stanisława Wyspiańskiego 3) – willa, projektował Wacław Warczewski, 1925;
- pl. Teodora Axentowicza (ul. Henryka Sienkiewicza 14) – kamienica, projektował Jan Rzymkowski, 1927.

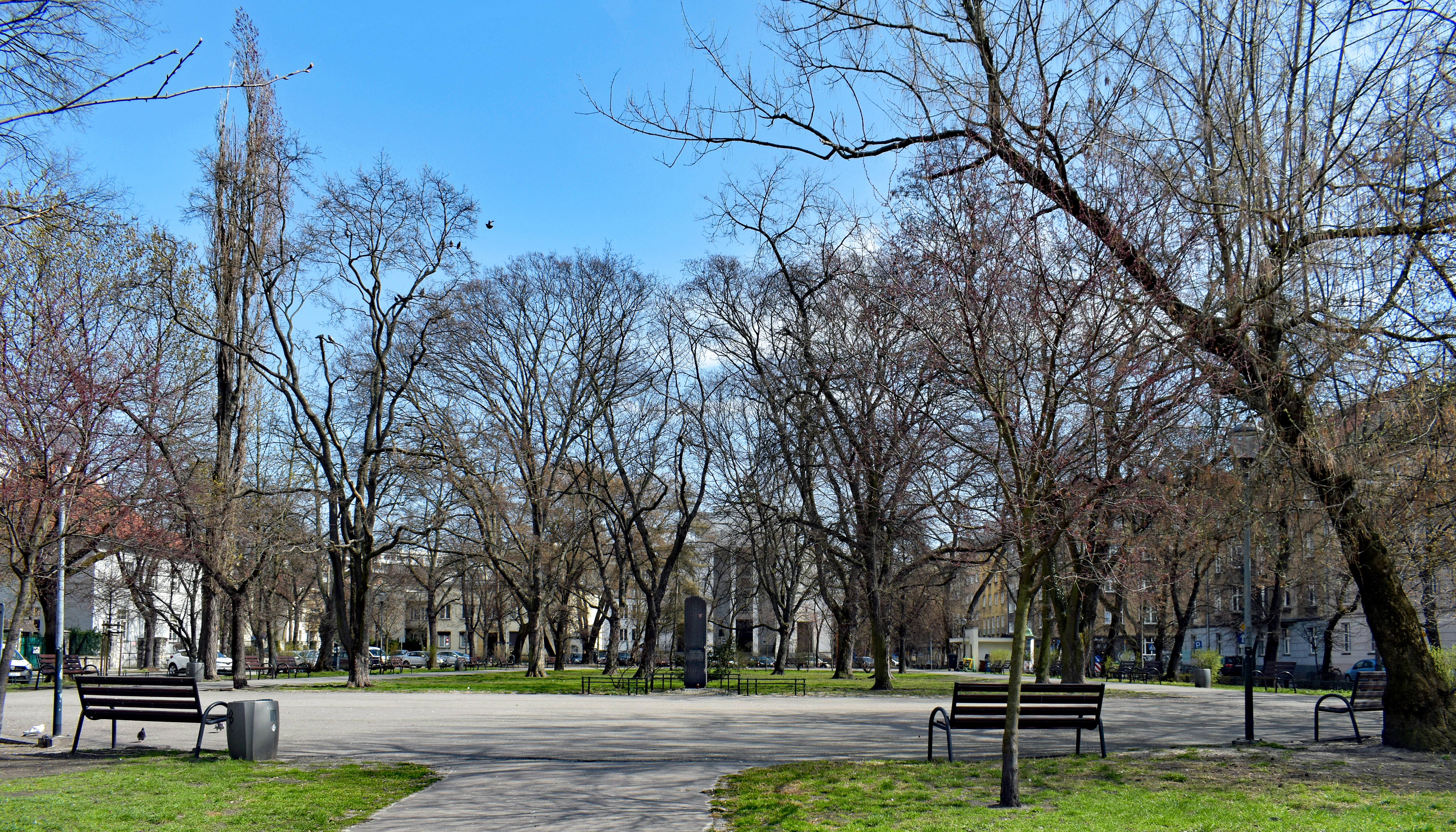
Widok z zachodu
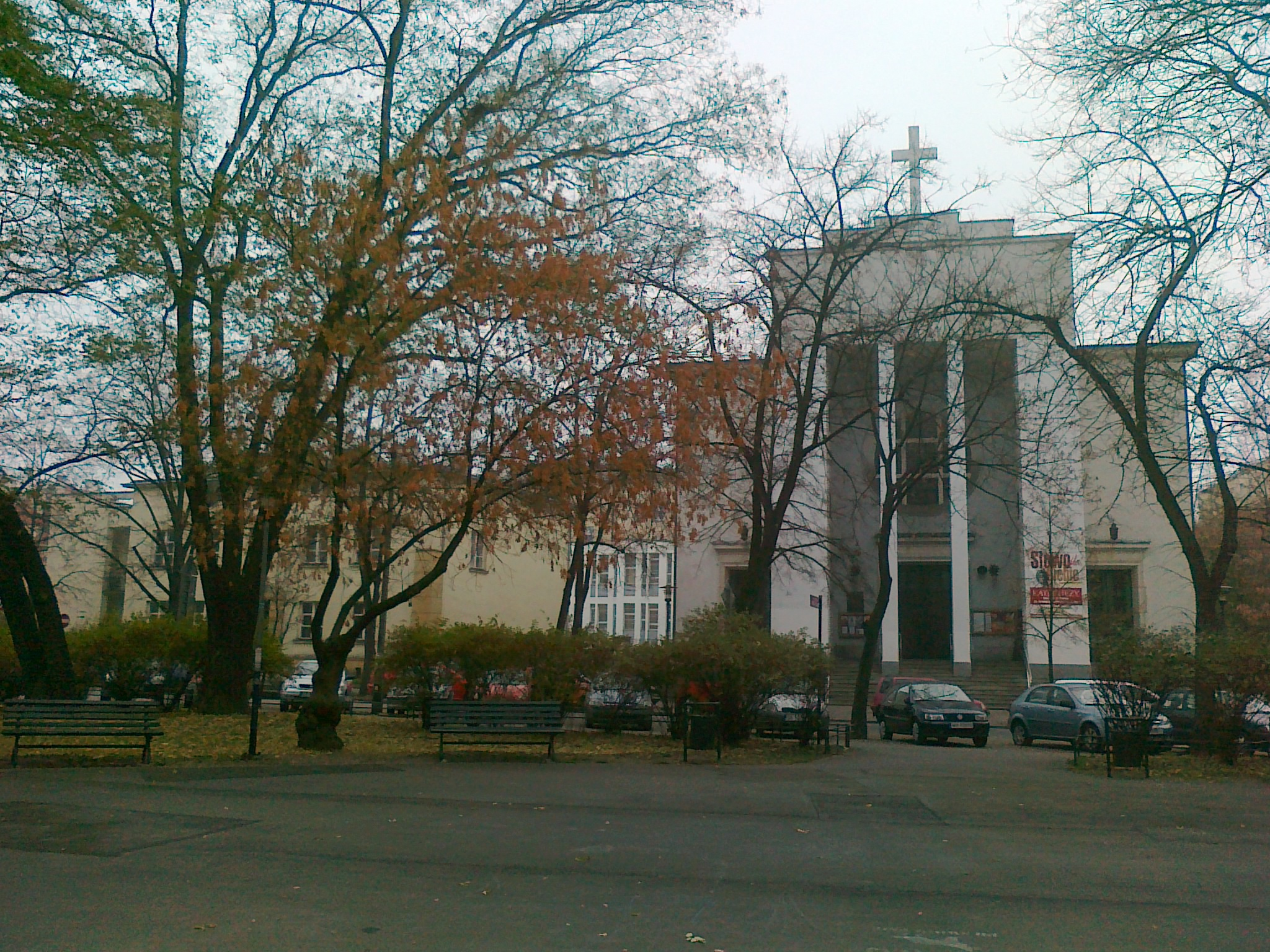
Widok na kościół św. Szczepana w Krakowie
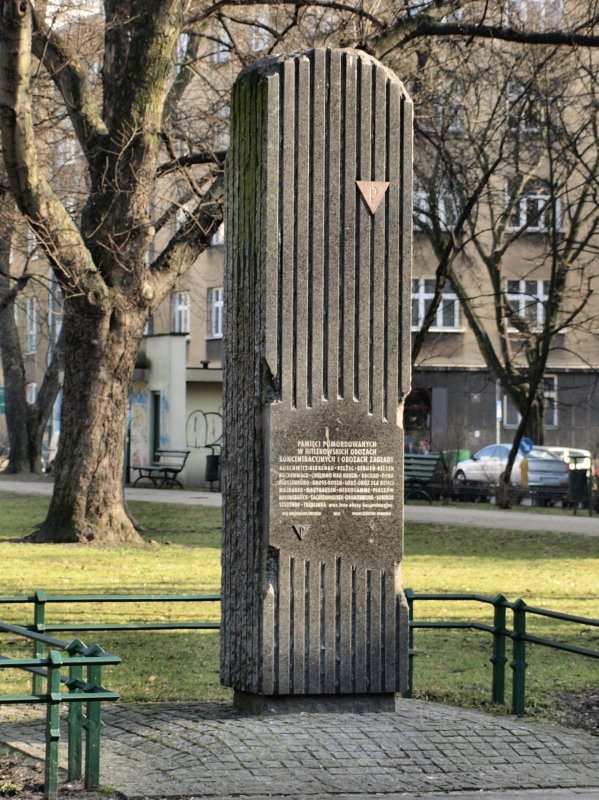
Pomnik upamiętniający więźniów obozów zagłady w zachodniej części placu
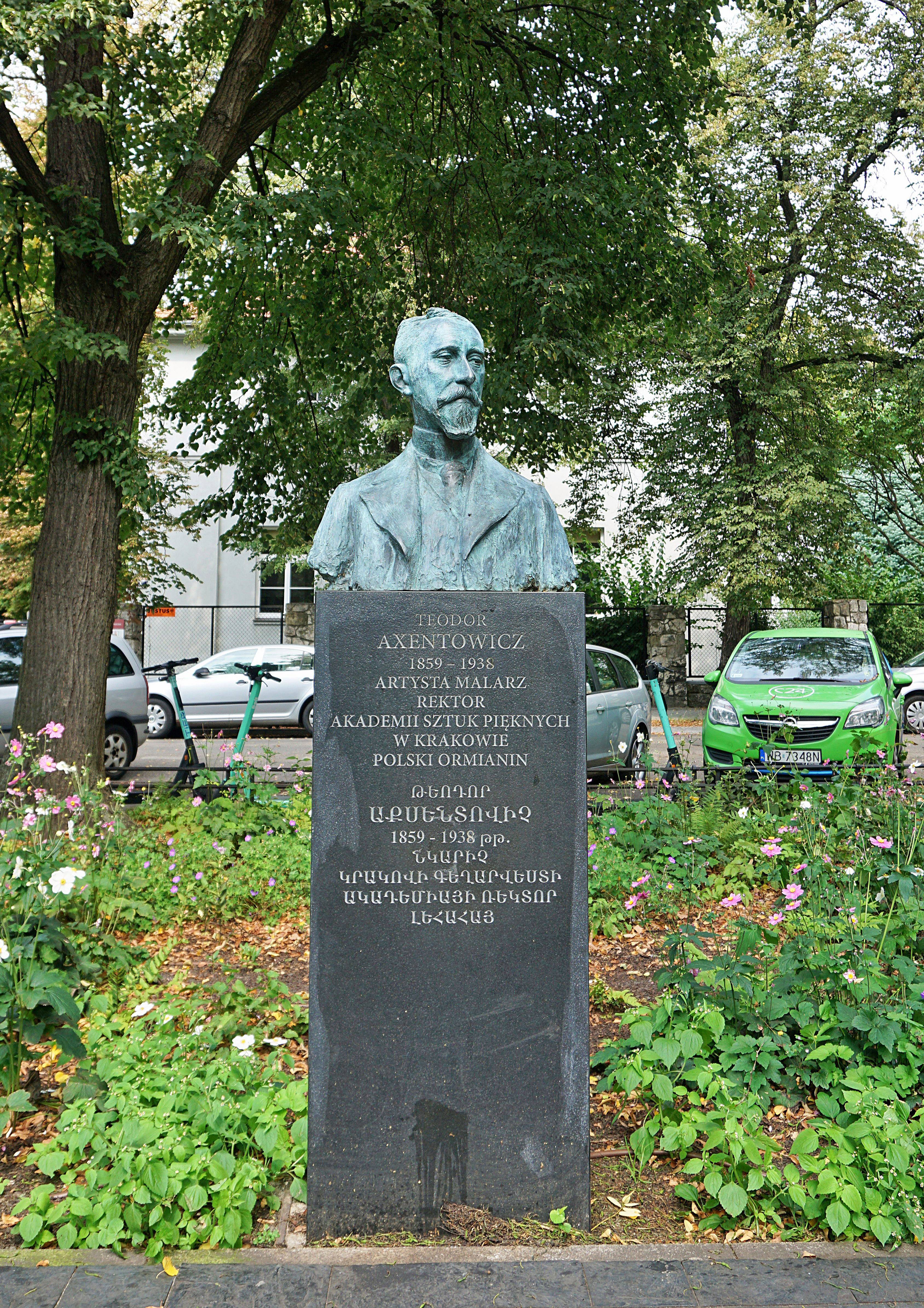
Pomnik Teodora Axentowicza
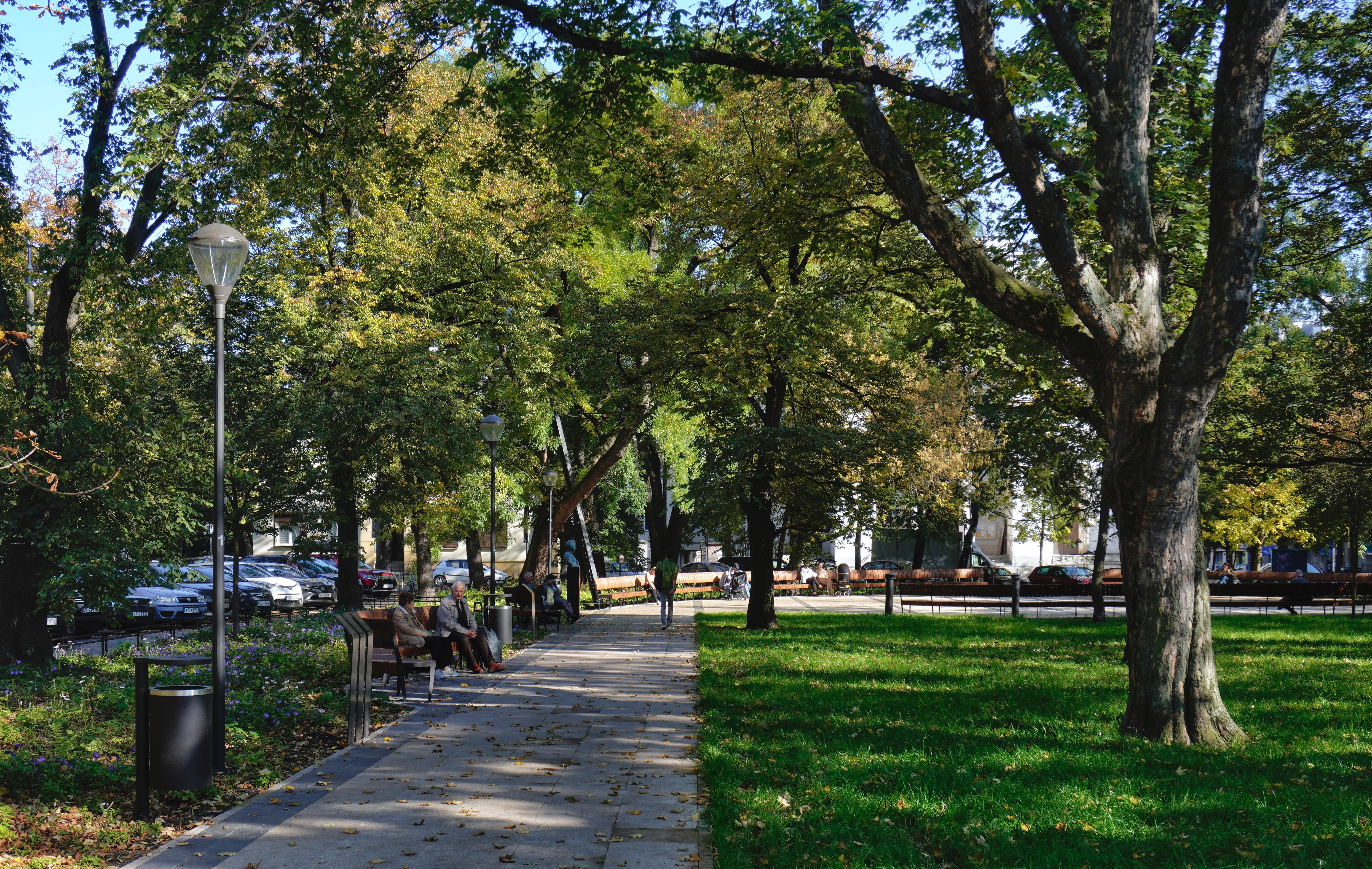
Skwer, widok na wschód
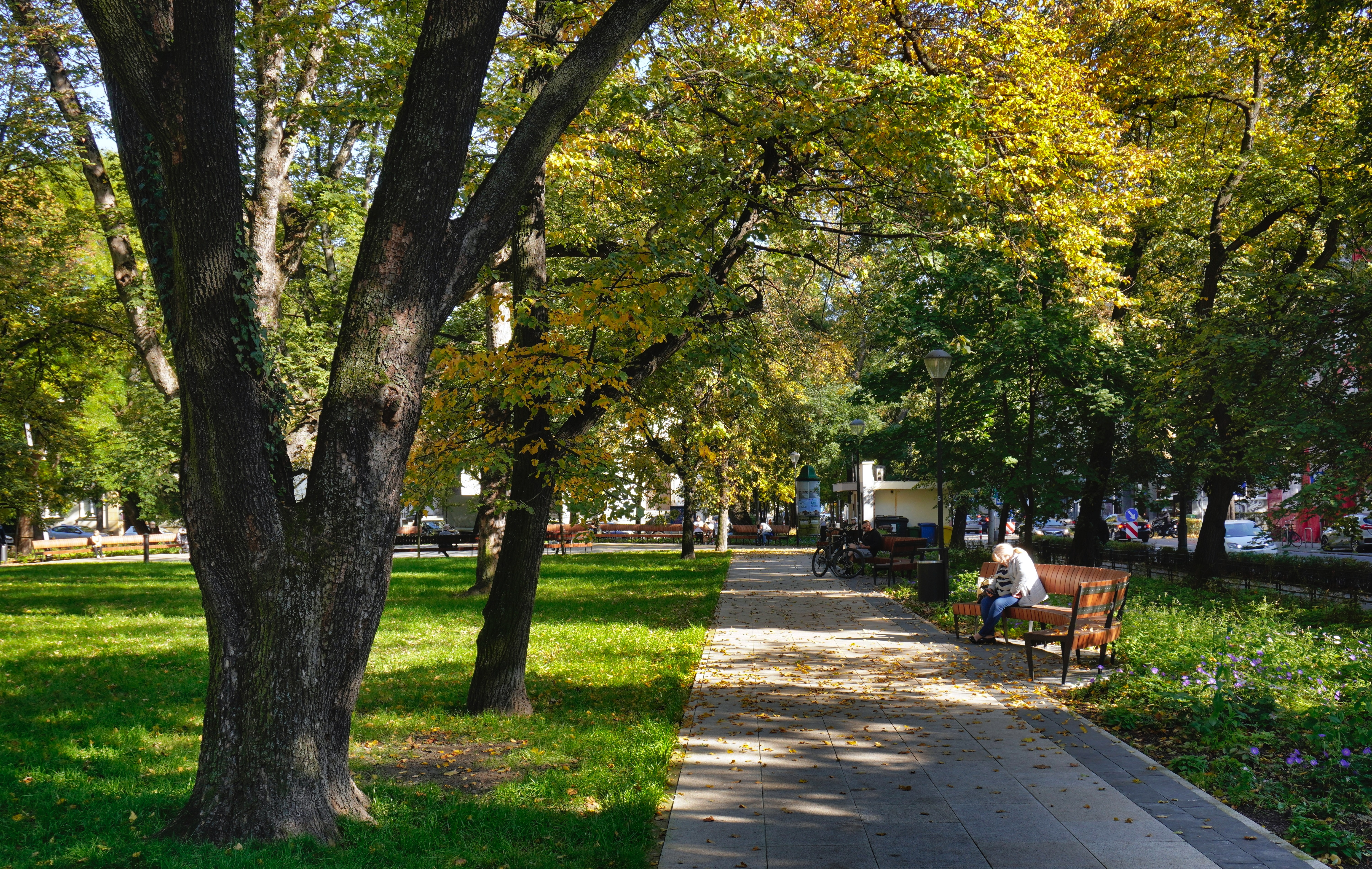
Skwer, widok na wschód